# Église Saint-Bonnet de Saint-Bonnet-le-Froid
L'église Saint-Bonnet est érigée dans la commune de Saint-Bonnet-le-Froid, département de la Haute-Loire en région Auvergne-Rhône-Alpes. L'édifice est situé au cœur du chef-lieu de la commune.

## Historique
Les documents cités dans la bibliographie de l'article permettent  d'établir la chronologie suivante : 
- 1846 : Pose de la première pierre par l’abbé Jean Meyer (25 mai).
- 1848 : Première messe (1er septembre).
- 1851 : Consécration de l’église (26 mai) par Auguste de Morlhon, évêque du Puy-en-Velay.
- 1966 : Lancement de la rénovation de l'intérieur de l’église par l’abbé Henri Grail, curé de 1952 à 1972.

## Description
L’édifice suit le plan d’une croix latine avec une seule nef. Son clocher est en façade. Les toitures sont couvertes de lauzes, celle du clocher est couverte d’ardoise. La sacristie se trouve dans le prolongement du chœur, ce qui en fait une originalité.

## Vocable
Bonnet de Clermont est le patron de cette église.

## Description de l'édifice[2].

### Le sanctuaire
Plusieurs éléments aux fonctions liturgiques précises : 
- le siège de présidence,
- la Croix du Christ,
- l’ambon : un lutrin décoré d’un voile dont la couleur est choisie en fonction du temps liturgique. Il peut  être vert, blanc, rouge ou violet.
- l’autel composé d’une table de pierre repose sur un pied unique façonné dans le même matériau.
- le tabernacle est placé à droite dans le chœur.

Cet ensemble permet ici la célébration « face au peuple » selon la liturgie issue du concile Vatican II.

### Vitraux

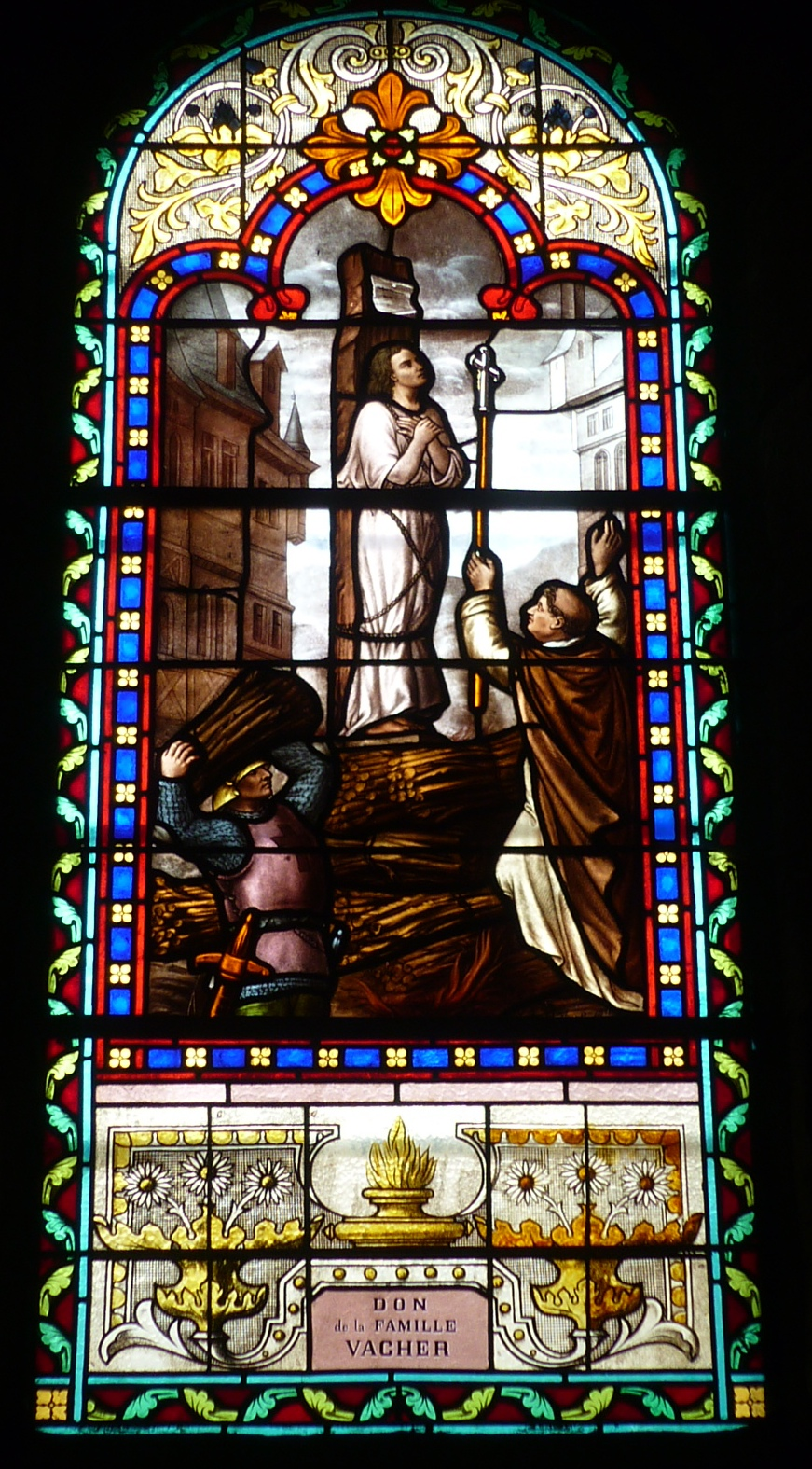
Saint-Bonnet-le-Froid, vitrail dans l'église.

Le vitrail représentant Jeanne d'Arc au bûcher est un don de la famille Vacher. 
L’adoration des mages est offert par la famille Mourgue.

### Sculptures

#### Statues
Plusieurs statues décorent l'église. 

#### Chemin de croix
Le Chemin de Croix en quatorze stations rappelle la Passion du Christ. Il a été mis en place durant la dernière moitié du XXe siècle.

### Objet classé
Un encensoir en cuivre, datant du XVIIe siècle, est classé dans la base Palissy, depuis le 20 décembre 1916.